# André Chéron
|   | a                                                                                         | b                                                                                         | c                                                                                         | d                                                                                         | e                                                                                         | f                                                                                         | g                                                                                         | h                                                                                         |   |
| 8 | c4 blanques cavall · g3 negres peó · a2 negres rei · c2 blanques rei · g2 blanques cavall | c4 blanques cavall · g3 negres peó · a2 negres rei · c2 blanques rei · g2 blanques cavall | c4 blanques cavall · g3 negres peó · a2 negres rei · c2 blanques rei · g2 blanques cavall | c4 blanques cavall · g3 negres peó · a2 negres rei · c2 blanques rei · g2 blanques cavall | c4 blanques cavall · g3 negres peó · a2 negres rei · c2 blanques rei · g2 blanques cavall | c4 blanques cavall · g3 negres peó · a2 negres rei · c2 blanques rei · g2 blanques cavall | c4 blanques cavall · g3 negres peó · a2 negres rei · c2 blanques rei · g2 blanques cavall | c4 blanques cavall · g3 negres peó · a2 negres rei · c2 blanques rei · g2 blanques cavall | 8 |
| 7 | c4 blanques cavall · g3 negres peó · a2 negres rei · c2 blanques rei · g2 blanques cavall | c4 blanques cavall · g3 negres peó · a2 negres rei · c2 blanques rei · g2 blanques cavall | c4 blanques cavall · g3 negres peó · a2 negres rei · c2 blanques rei · g2 blanques cavall | c4 blanques cavall · g3 negres peó · a2 negres rei · c2 blanques rei · g2 blanques cavall | c4 blanques cavall · g3 negres peó · a2 negres rei · c2 blanques rei · g2 blanques cavall | c4 blanques cavall · g3 negres peó · a2 negres rei · c2 blanques rei · g2 blanques cavall | c4 blanques cavall · g3 negres peó · a2 negres rei · c2 blanques rei · g2 blanques cavall | c4 blanques cavall · g3 negres peó · a2 negres rei · c2 blanques rei · g2 blanques cavall | 7 |
| 6 | c4 blanques cavall · g3 negres peó · a2 negres rei · c2 blanques rei · g2 blanques cavall | c4 blanques cavall · g3 negres peó · a2 negres rei · c2 blanques rei · g2 blanques cavall | c4 blanques cavall · g3 negres peó · a2 negres rei · c2 blanques rei · g2 blanques cavall | c4 blanques cavall · g3 negres peó · a2 negres rei · c2 blanques rei · g2 blanques cavall | c4 blanques cavall · g3 negres peó · a2 negres rei · c2 blanques rei · g2 blanques cavall | c4 blanques cavall · g3 negres peó · a2 negres rei · c2 blanques rei · g2 blanques cavall | c4 blanques cavall · g3 negres peó · a2 negres rei · c2 blanques rei · g2 blanques cavall | c4 blanques cavall · g3 negres peó · a2 negres rei · c2 blanques rei · g2 blanques cavall | 6 |
| 5 | c4 blanques cavall · g3 negres peó · a2 negres rei · c2 blanques rei · g2 blanques cavall | c4 blanques cavall · g3 negres peó · a2 negres rei · c2 blanques rei · g2 blanques cavall | c4 blanques cavall · g3 negres peó · a2 negres rei · c2 blanques rei · g2 blanques cavall | c4 blanques cavall · g3 negres peó · a2 negres rei · c2 blanques rei · g2 blanques cavall | c4 blanques cavall · g3 negres peó · a2 negres rei · c2 blanques rei · g2 blanques cavall | c4 blanques cavall · g3 negres peó · a2 negres rei · c2 blanques rei · g2 blanques cavall | c4 blanques cavall · g3 negres peó · a2 negres rei · c2 blanques rei · g2 blanques cavall | c4 blanques cavall · g3 negres peó · a2 negres rei · c2 blanques rei · g2 blanques cavall | 5 |
| 4 | c4 blanques cavall · g3 negres peó · a2 negres rei · c2 blanques rei · g2 blanques cavall | c4 blanques cavall · g3 negres peó · a2 negres rei · c2 blanques rei · g2 blanques cavall | c4 blanques cavall · g3 negres peó · a2 negres rei · c2 blanques rei · g2 blanques cavall | c4 blanques cavall · g3 negres peó · a2 negres rei · c2 blanques rei · g2 blanques cavall | c4 blanques cavall · g3 negres peó · a2 negres rei · c2 blanques rei · g2 blanques cavall | c4 blanques cavall · g3 negres peó · a2 negres rei · c2 blanques rei · g2 blanques cavall | c4 blanques cavall · g3 negres peó · a2 negres rei · c2 blanques rei · g2 blanques cavall | c4 blanques cavall · g3 negres peó · a2 negres rei · c2 blanques rei · g2 blanques cavall | 4 |
| 3 | c4 blanques cavall · g3 negres peó · a2 negres rei · c2 blanques rei · g2 blanques cavall | c4 blanques cavall · g3 negres peó · a2 negres rei · c2 blanques rei · g2 blanques cavall | c4 blanques cavall · g3 negres peó · a2 negres rei · c2 blanques rei · g2 blanques cavall | c4 blanques cavall · g3 negres peó · a2 negres rei · c2 blanques rei · g2 blanques cavall | c4 blanques cavall · g3 negres peó · a2 negres rei · c2 blanques rei · g2 blanques cavall | c4 blanques cavall · g3 negres peó · a2 negres rei · c2 blanques rei · g2 blanques cavall | c4 blanques cavall · g3 negres peó · a2 negres rei · c2 blanques rei · g2 blanques cavall | c4 blanques cavall · g3 negres peó · a2 negres rei · c2 blanques rei · g2 blanques cavall | 3 |
| 2 | c4 blanques cavall · g3 negres peó · a2 negres rei · c2 blanques rei · g2 blanques cavall | c4 blanques cavall · g3 negres peó · a2 negres rei · c2 blanques rei · g2 blanques cavall | c4 blanques cavall · g3 negres peó · a2 negres rei · c2 blanques rei · g2 blanques cavall | c4 blanques cavall · g3 negres peó · a2 negres rei · c2 blanques rei · g2 blanques cavall | c4 blanques cavall · g3 negres peó · a2 negres rei · c2 blanques rei · g2 blanques cavall | c4 blanques cavall · g3 negres peó · a2 negres rei · c2 blanques rei · g2 blanques cavall | c4 blanques cavall · g3 negres peó · a2 negres rei · c2 blanques rei · g2 blanques cavall | c4 blanques cavall · g3 negres peó · a2 negres rei · c2 blanques rei · g2 blanques cavall | 2 |
| 1 | c4 blanques cavall · g3 negres peó · a2 negres rei · c2 blanques rei · g2 blanques cavall | c4 blanques cavall · g3 negres peó · a2 negres rei · c2 blanques rei · g2 blanques cavall | c4 blanques cavall · g3 negres peó · a2 negres rei · c2 blanques rei · g2 blanques cavall | c4 blanques cavall · g3 negres peó · a2 negres rei · c2 blanques rei · g2 blanques cavall | c4 blanques cavall · g3 negres peó · a2 negres rei · c2 blanques rei · g2 blanques cavall | c4 blanques cavall · g3 negres peó · a2 negres rei · c2 blanques rei · g2 blanques cavall | c4 blanques cavall · g3 negres peó · a2 negres rei · c2 blanques rei · g2 blanques cavall | c4 blanques cavall · g3 negres peó · a2 negres rei · c2 blanques rei · g2 blanques cavall | 1 |
|   | a                                                                                         | b                                                                                         | c                                                                                         | d                                                                                         | e                                                                                         | f                                                                                         | g                                                                                         | h                                                                                         |   |

André Chéron   (Colombes, 25 de setembre de 1895 - Leysin, 12 de setembre de 1980) fou un jugador, finalista, i compositor d'estudis de finals d'escacs francès, que va viure durant molts anys a Suïssa. La FIDE el guardonà amb el títol de Mestre Internacional de Composició d'Escacs el 1959, el primer any que el títol s'atorgava.
Chéron fou Campió de França tres vegades (1926, 1927, i 1929) i participà, representant l'equip francès, a l'olimpíada d'escacs de 1927. És més conegut pel seu treball en la teoria de finals, àmbit en què es preocupava per obtenir proves detallades sobre els resultats dels finals teòrics. Va compondre centenars d'estudis de finals.
El treball de la seva vida fou l'obra monumental en quatre volums Lehr- und Handbuch der Endspiele (el títol en alemany), que es publicà primer en francès el 1952 i en alemany el 1952-58 (amb una segona edició revisada el 1962-70). Estudia finals bàsics i estudis de finals, amb material tret de moltes fonts incloent-hi les seves pròpies contribucions. També va escriure Traité complet d'échecs i una versió més actualitzada Nouveau traité complet d'échecs, la meitat de la qual era sobre els finals.